# Miroslav Dvořák (fotbalista, 1998)
Miroslav Dvořák (* 18. prosinec 1998, Česko) je český fotbalový obránce, hráč klubu FC Slovan Liberec.

## Klubová kariéra

### Mládežnické roky
Dvořák je odchovancem Liberce.

### FC Slovan Liberec
Premiéru v dresu prvního týmu Liberce si odbyl v červnu 2020 v utkání nejvyšší soutěže proti Baníku. V dané sezóně nakonec nastoupil do třech prvoligových utkání, ve kterých branku nevstřelil. Hrál ale především za třetiligovou rezervu.
V sezóně 2020/21 se pak dočkal debutu také v evropských pohárech, když nastoupil na závěr utkání základní skupiny Evropské ligy proti Hoffenheimu. V lize k 2. březnu 2021 v daném ročníku odehrál jedno ligové utkání bez vstřelené branky, jinak stále více nastupoval za rezervní tým.

#### FK Varnsdorf (hostování)
V červenci 2018 odešel na hostování do druholigového Varnsdorfu. Působil zde jednu celou sezónu a za tu dobu nastoupil do 1 ligového a 1 pohárového zápasu, ve kterých střelecky neuspěl.

## Klubové statistiky
- aktuální k 2. březen 2021

| Tým                 | Sezona            | Liga   | Liga   | Pohár  | Pohár  | Evropské poháry | Evropské poháry |
| Tým                 | Sezona            | Zápasy | Branky | Zápasy | Branky | Zápasy          | Branky          |
| ------------------- | ----------------- | ------ | ------ | ------ | ------ | --------------- | --------------- |
| FC Slovan Liberec   | 2019/20           | 3      | 0      | -      | -      | -               | -               |
| FC Slovan Liberec   | 2020/21           | 1      | 0      | -      | -      | 1               | 0               |
| FK Varnsdorf        | 2018/19 (2. liga) | 1      | 0      | 1      | 0      | -               | -               |
| FC Slovan Liberec B | 2019/20 (3. liga) | 16     | 1      | -      | -      | -               | -               |
| FC Slovan Liberec B | 2020/21 (3. liga) | 6      | 0      | -      | -      | -               | -               |
| Celkem              | Celkem            | 27     | 1      | 1      | 0      | 1               | 0               |